# John B. Keane

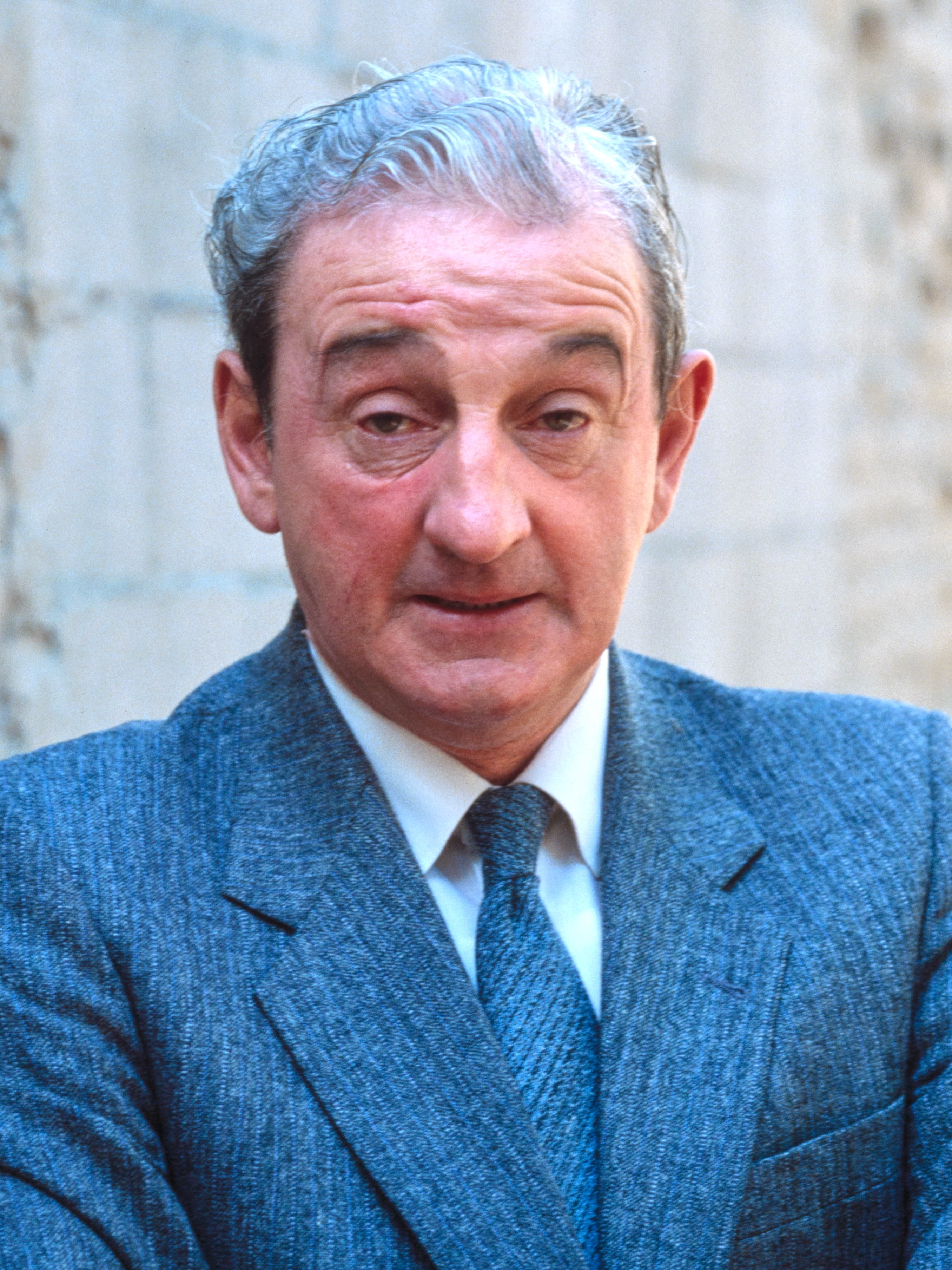
John B. Keane

John Brendan Keane (* 21. Juli 1928 in Listowel im County Kerry; † 30. Mai 2002 ebenda) war ein irischer Dramatiker und Schriftsteller.

## Leben
Keane wurde als Sohn von William B. Keane und Hannah Purtill in Listowel geboren und verlebte dort seine Jugend. Nach dem Abschluss seiner Schulausbildung an einem College in Listowel arbeitete er zunächst von 1946 bis 1951 als Gehilfe in einer Apotheke. Von 1951 bis 1955 lebte er in Großbritannien, wo er seinen Lebensunterhalt mit diversen Tätigkeiten verdiente. 1955 kehrte er dann nach Listowel zurück, um dort eine Schankwirtschaft zu betreiben.
Keane wurde 1991 die lebenslange Ehrenmitgliedschaft in der Royal Dublin Society verliehen. Er war Präsident des irischen PEN und Mitbegründer der Society of Irish Playwrights. Zudem engagierte er sich in der Gruppe Aosdána, die es irischen Künstlern durch die Vergabe von Stipendien ermöglicht, sich ausschließlich ihrem Werk zu widmen. Als bekanntes Mitglied der Partei Fine Gael scheute Keane zeit seines Lebens niemals eine politische Debatte.
Im Alter von 73 Jahren erlag Keane 2002 in seinem Haus in Listowel, das auch eine weithin bekannte Schankwirtschaft beherbergt, einem Krebsleiden. Er war mit Mary O’Conner verheiratet, mit der er vier Kinder hatte. Sein Lebenswerk umfasst 46 veröffentlichte Arbeiten.

## Werke
Theaterstücke
- Sive (Erstaufführung 1959)
- Sharon's Grave (1960)
- The Highest House on the Mountain (1961)
- No More in Dust (1961)
- Many Young Men of Twenty (1961)
- Hut 42 (1962)
- The Man from Clare (1962)
- Seven Irish Plays (1967)
- The Year of the Hiker
- The Field; verfilmt 1990 Regie: Jim Sheridan
- Big Maggie
- Moll
- The Crazy Wall
- The Buds of Ballybunion
- The Chastitute
- Faoiseamh
- The Matchmaker

Romane
- The Bodhran Makers
- Durango
- The Contractors
- A High Meadow
- Letters of a Successful T.D.

Essays
- Love Bites
- Owl Sandwiches

## Verfilmungen
- 1999: Durango
- 1990: Das Feld (The Field)